# Gobio ohridanus
Gobio ohridanus és una espècie de peix cipriniforme de la família dels ciprínids.